# À l'est du Soudan
Pour plus de détails, voir Fiche technique et Distribution.
À l'est du Soudan (East of Sudan) est un film d'aventure britannique sorti en 1964, réalisé par Nathan Juran.

## Synopsis
Fin 1884, au plus fort de la guerre des mahdistes au Soudan, les forces mahdistes, menées par plusieurs centaines de chefs religieux armés de larges épées courbes, attaquent Barash, un avant-poste britannique situé à 320 km en amont de Khartoum.
Trois soldats et une femme avec une jeune fille s'échappent vers le fleuve à bord d'une petite embarcation fluviale. L'un des soldats, le major Harris, est touché pendant la fuite et meurt peu après. Le bateau est criblé de balles sous la ligne de flottaison et ils doivent écoper pour rester à flot. Ils débarquent pour enterrer le major.
Les survivants se présentent : le soldat Richard Baker, un soldat britannique aguerri ; Murchison, un jeune officier ; Asua, la fille de l'émir local ; et la gouvernante britannique d'Asua, Margaret Woodville. Au cours de leur aventure, le groupe affronte les dangers de la nature (lions, rhinocéros), les négriers arabes et enfin une tribu africaine qui les capture, mais ils sont sauvés par Kimrasi, le fils du roi Gondoko, qui s'allie à eux pour fuir les négriers arabes vers Khartoum.
Ils arrivent en pleine bataille entre les Mahdistes et les Britanniques, et les hommes se joignent au combat. La connaissance par Murchison du fort récemment conquis pas les Mahdistes leur permet de faire exploser l'arsenal et de sauver la situation. Murchison est félicité pour sa bravoure par un major britannique, tandis que Baker est arrêté pour désertion, mais Margaret lui confirme son amour.

## Fiche technique
- Titre français : À l'est du Soudan[1]
- Titre original anglais : East of Sudan
- Réalisation : Nathan Juran
- Scénario : Jud Kinberg
- Genre : film d'aventure
- Musique : Laurie Johnson
- Production : Nathan Juran, Charles H. Schneer (non crédité) pour Ameran Films
- Photographie : Wilkie Cooper
- Montage : Ernest Hosler
- Pays de production :  Royaume-Uni
- Langue originale : anglais, arabe, swahili
- Durée : 85 min
- Dates de sortie : 
  - Royaume-Uni : 16 août 1964[2]
  - France : 21 juillet 1965[1]

## Distribution
- Anthony Quayle : Private Richard Baker
- Sylvia Syms : Miss Margaret Woodville
- Derek Fowlds : Murchison
- Jenny Agutter : Asua
- Johnny Sekka : Kimrasi
- Joseph Layode : Gondoku le chef de tribu
- Derek Blomfield : Second Major